# Shower Posse
The Shower Posse es una pandilla jamaiquina iniciada por Lester Lloyd Coke, que está involucrada en el contrabando de drogas y armas . Su hogar está en Tivoli Gardens en Jamaica, pero opera principalmente en la provincia canadiense de Ontario y en los estados de Nueva York, Nueva Jersey y Pensilvania en EE. UU.
La pandilla tiene una fuerte presencia internacional entre las comunidades jamaicanas expatriadas en América del Norte. En los Estados Unidos, Vivian Blake, fundó una sucursal que tiene un papel destacado en el tráfico de drogas de la ciudad de Nueva York. La pandilla también tiene una gran presencia en Toronto.

## Nombre
Hay diferentes versiones sobre el origen del nombre. Una teoría dice que proviene de las promesas de los políticos asociados de colmar de regalos a sus seguidores. Otra teoría dice que es un eufemismo para referirse al ataque de  hacía una pandilla enemiga. Una tercera teoría es que la pandilla obtuvo su nombre del eslogan electoral  'Shower' (Duchar) del Partido Laborista de Jamaica (JLP), que fue una respuesta al 'Power' (Poder) del PNP que se acuñó del eslogan 'Poder para el pueblo' de Manley. en los años 70´s.

## Historia
El Shower Posse, estuvo alineado con el Partido Laborista de Jamaica, recibiendo armas, entrenamiento y transporte desde los Estados Unidos por parte de la  Agencia Central de Inteligencia (CIA).
El 4 de agosto de 1985, un tiroteo estallço durante un pícnic en el que asistieron aproximadamente a 2000 jamaicanos en Oakland, Nueva Jersey durante cual miembros de la  Shower Posse y Spangler Posse de Brooklyn y el Bronx lucharon con Dog Posse y Tel Aviv Posse con sede en Boston. Tres personas murieron y nueve fueron heridas, mientras que la policía recupero treinta y tres pistolas del sitio.
El Shower Posse estuvo involucrado en una guerra de pandillas contra la Junior Black Mafia en el suroeste de Filadelfia durante la década de 1980 y principios de los años 90´s.
En 1989, el exmiembro Charles "Little Nut" Miller fue acusado de tráfico de drogas, pero aceptó testificar contra otros líderes de pandillas para recibir inmunidad. En su testimonio, en el que se implicó en nueve asesinatos, Miller reveló su conexión con el JLP como un "ejecutor político", así como con la CIA, y llegó a afirmar que "Estados Unidos me hizo lo que soy". " 
En 2009 Estados Unidos comenzó a exigir que Christopher Coke, el entonces líder del Shower Posse, con viínculos directos con el JLP, fuera extraditado a Nueva York, donde enfrentaría cargos relacionas al tráfico de armas y drogas. El entonces primer ministro de Jamaica, Bruce Golding, quien también fue miembro del parlamento por ese distrito (West Kingston), cuestionó inicialmente la legalidad de la solicitud, alegando que se habían utilizado escuchas telefónicas sin su consentimiento para recopilar información sobre Coke. Sin embargo, finalmente cedió, después de la indignación pública, ya que muchos jamaiquinos vieron como un encubrimiento para proteger a un narcotraficante con conexiones políticas, y el 17 de mayo de 2010 se emitió una orden de arresto contra Coke, lo que provocó una serie de disturbios en Kingston. y especialmente los Jardines de Tivoli. Coke finalmente fue arrestado a las afuerasd de Kingston el 22 de junio de 2010. No fue hasta el 15 de junio de 2012, cuando un tribunal de distrito federal de Nueva York condenó a Coke a dos sentencias consecutivas: 20 años por extorsión y conspiración, y tres años adicionales por conspiración para cometer agresión.
En 31 de enero de 2021, el exteniente del Shower Posse, Harry "Harry Dog" McLeod, fue asesinado a tiros en un ataque en Kingston.

## En la cultura popular
La novela de 2014 Una breve historia de siete asesinatos de Marlon James presenta una pandilla llamada Storm Posse, que comparte muchas características con Shower Posse, basada en una versión ficticia de Tivoli Gardens llamada "Copenhagen City".
Christopher Coke y el Shower Posse fueron el tema principal de un episodio de la serie documental de Netflix, Drug Lords, estrenada en 2018. 